# Балаганка
Балаганка — село в Усть-Удинском районе Иркутской области.

## География
Село находится в 45 км от центра района.

## Население
По данным население НП составило 451 человек.

## Власть
Село в административном плане относится к Балаганкинскому муниципальному образованию Усть-Удинского района
Иркутской области.